# Tal Hanan
Tal Hanan (hebreu: טל חנן‎; nascut el 1973) és un empresari israelià i antic operador de forces especials i subcomandant de l'exèrcit israelià, que ha participat en campanyes de desinformació per manipular les eleccions a diversos països. L'organització de Hanan, que utilitza el nom en clau Team Jorge ("Jorge" és un pseudònim que Hanan utilitza), per exemple, va intentar influir en les eleccions generals nigerianes de 2015 en col·laboració amb Cambridge Analytica. L'operació de Tal Hanan va ser desemmascarada pel consorci internacional de periodistes Forbidden Stories, format per The Guardian, Le Monde i altres el 15 de febrer de 2023. Hanan va negar qualsevol delicte.
Segons la sospita, l'organització fa més de dues dècades que existeix i es dedica a difondre propaganda i desinformació a més de 30 països. Segons Hanan, els serveis de l'organització estan disponibles per a les agències d'intel·ligència governamentals, els moviments de campanya política i les empreses privades que busquen manipular encobertament l'opinió pública. Una de les eines principals de l'organització és un paquet de programari anomenat Advanced Impact Media Solutions o Aims. Amb aquest programari poden controlar milers de perfils falsos a xarxes socials com Twitter, LinkedIn, Facebook, Telegram i moltes més. El grup també utilitza tècniques de pirateria informàtica.
En aquest informe, aquest empresari d'àlies «Jorge» es va atribuir el ciberatac massiu que van patir diferents llocs web vinculats amb la Consulta sobre la independència de Catalunya del 9 de novembre del 2014, entre ells els de la Generalitat de Catalunya, i que van arribar a fer perillar el servei d'emergències mèdiques o la recepta electrònica. A part de coordinar el ciberatac, del tipus de denegació de servei, a l'informe també s'hi afirmava que s'havia atribuït alhora la filtració de documents amb suposats vincles entre l'independentisme català i Estat Islàmic. La seva empresa, DemoMan International Ltd. (Team Jorge), presta serveis a governs, candidats i empreses. Tanmateix, segons els periodistes, no va aclarir mai qui l'havia contractat.